# Diga Sim (álbum de Eliana)
Diga Sim é o décimo segundo e último álbum de estúdio da cantora e apresentadora brasileira Eliana, lançado em 24 de setembro de 2004 pela gravadora BMG. O álbum marca uma fase significativa na carreira de Eliana, onde ela se dedica não apenas ao público infantil, mas também aos adolescentes.
A lista de faixas traz canções nostálgicas de sua própria adolescência, como "Meu Ursinho Blau-Blau", sucesso do grupo Absyntho, e "Tudo Pode Mudar", uma versão de "No Balanço das Horas", do Metrô. Ao mesmo tempo, foi lançado simultaneamente com um VHS  contendo videoclipes das músicas. O material nunca foi disponibilizado em DVD. 
Com mais de 50 mil cópias vendidas do CD e 30 mil do VHS, o álbum foi certificado como disco de ouro pela Associação Brasileira dos Produtores de Discos (ABPD).
Em 2005, durante sua participação no programa Charme apresentado por Adriane Galisteu no SBT, Eliana anunciou a produção de seu décimo terceiro álbum. No entanto, com a mudança de foco em sua carreira, passando a apresentar o programa Tudo É Possível, voltado para toda a família, o projeto foi abandonado. A artista gravou outras músicas posteriormente, como por exemplo a música "Tempo de Mudar" para o álbum Tudo Que Me Vem na Cabeça de Maísa Silva, em 2009.

## Antecedentes e contexto
Em 2004, Eliana estava em uma fase de transição em sua carreira, se despedindo do programa infanto-juvenil diário que apresentava nas tardes da Record. A última edição do Programa Eliana foi ao ar no dia 12 de outubro daquele ano, marcando seis anos de sua trajetória na emissora.
Paralelamente a essa transição na televisão, Eliana também estava envolvida em outros projetos voltados para o público infanto-juvenil. Em 2004, antes de sua saída dos programas juvenis, lança de seu 12º álbum de estúdio, intitulado Diga Sim! Mesmo com o fim do Programa Eliana, a apresentadora afirmou que manteria sua conexão com o público jovem e continuaria investindo em produtos licenciados, como bicicletas, jogos e bonecas. Essa fase de transição foi facilitada pela experiência adquirida durante os meses em que seu programa matinal foi transformado em uma atração vespertina com um enfoque mais jovem, preparando-a para lidar com um público mais amplo e diversificado.

## Produção e gravação
Em 2004, Eliana decidiu lançar um álbum que refletisse a maturidade de seu público. O álbum traz canções nostálgicas (provavelmente) de sua própria adolescência, como "Meu Ursinho Blau-Blau", sucesso do grupo Absyntho, e "Tudo Pode Mudar", uma versão de "No Balanço das Horas", do Metrô. O objetivo do álbum era acompanhar o crescimento de seu público, oferecendo músicas mais modernas e pop, mantendo sua relevância entre os jovens e atraindo novos fãs com um estilo mais atual.
A direção artística foi liderada por Sérgio Bittencourt, enquanto a produção ficou a cargo de Guto Graça Mello, com Marcos Quintela atuando como produtor executivo. O arranjo das músicas foi realizado por Celso Lessa, e a gravação e mixagem aconteceram em três estúdios: no Blue Studios, no Rio de Janeiro, no Yahoo Estúdio e no Estúdio Midas, em São Paulo. A mixagem foi conduzida por Flávio Senna e a masterização ficou a cargo de Ricardo Garcia no Magic Master, também em São Paulo. Além disso, a coordenação gráfica foi realizada por Emil Ferreira, e as fotos do encarte foram tiradas por Marcos Issa, garantindo que o projeto visual do álbum complementasse a qualidade musical.

## Álbum de vídeo
Lançado apenas no formato VHS, o álbum de vídeo inclui um especial com uma história na qual Eliana canta quase todas as músicas de Diga Sim.

### Sinopse
Eliana e suas amigas, Luca (Anna Tokiko), Pri (Aline Aguiar) e Manu (Ana Albuquerque), retornam de férias com muitas histórias para contar. Junto com elas, os meninos Lipe (Pedro Paulo Gomes), Guto (Thiago Armani) e Lobo (Celso Bernini) também compartilham suas aventuras. As meninas se apaixonam pelos meninos, e os clipes do VHS ilustram esses encontros especiais. Eliana, por sua vez, relembra um antigo namorado, Bruno (Jonathan Pedro), que aparece nos clipes de "Amigo Especial" e "Quando é Amor", embora seu relacionamento com ele tenha terminado há muito tempo.
No desenlace da história, Luca convida os meninos para um encontro com todas as meninas, que acabam descobrindo sobre Bruno. A narrativa culmina com as meninas se abraçando, e a mensagem final na tela declara: "E todos ficaram felizes para sempre...". Antes do VHS terminar, é exibido o clipe de "Golfinhos (Delfy)", seguido pelo logo de O Segredo dos Golfinhos, o filme de Eliana lançado em 2005.

## Lançamento e divulgação
Para marcar sua despedida do público infantil, Eliana planejou um especial para o Dia das Crianças, em 12 de outubro, comemorando seus seis anos na Record.

## Desempenho comercial
Comercialmente, tornou-se um sucesso. A Associação Brasileira dos Produtores de Discos (ABPD) inicialmente certificou-o como disco de ouro após auditoria que confirmou a venda de 50 mil cópias levadas as lojas. O VHS teve tiragem inicial de 30 mil cópias (AA0030000).

## Lista de faixas
- Créditos adaptados do álbum Diga Sim nos formatos: CD e VHS, lançados em 2004.[5][6]

| Lista de faixas do CD |                           |                                                                         |         |  |
| N.º                   | Título                    | Compositor(es)                                                          | Duração |  |
| 1.                    | "Um, Dois, Três"          | Dany Oliveira / C. Teles / Umberto Tavares / Victor Junior              | 3:05    |  |
| 2.                    | "Tudo Pode Mudar"         | Joe / Ronaldo Santos                                                    | 3:24    |  |
| 3.                    | "Um Dia de Sol"           | João Andrade                                                            | 3:26    |  |
| 4.                    | "O Que Passou, Já Passou" | Karla Aponte / César Lemos                                              | 4:26    |  |
| 5.                    | "Meu Ursinho Blau-Blau"   | Sérgio Diamante / Paulo Massadas                                        | 2:56    |  |
| 6.                    | "Palavra Mágica"          | Michael Sullivan / Paulo Massadas                                       | 3:13    |  |
| 7.                    | "Amigo Especial"          | Zé Henrique / Sérgio Knust / Marcelão                                   | 3:29    |  |
| 8.                    | "Diga Sim"                | Mike Stock / Steve Andrew Crosby / Bob Patmore / versão: Sylvia Massari | 3:34    |  |
| 9.                    | "Mexe, Remexe"            | Rick Leon / Rita Marques                                                | 2:57    |  |
| 10.                   | "Golfinhos"               | José Roig Boada / Laura Cerdan / versão: Sylvia Massari                 | 2:32    |  |
| 11.                   | "Quando é Amor"           | Maurício Manieri                                                        | 4:14    |  |
| 12.                   | "Lenha na Fogueira"       | Zé Henrique / Sérgio Knust / Marcelão / Paulo Massadas                  | 3:17    |  |
| 13.                   | "O Lobisomem"             | Michael Sullivan / Paulo Massadas                                       | 3:18    |  |
| 14.                   | "Muvuca"                  | Gigi / Fábio O' Brain                                                   | 3:04    |  |

| Lista de faixas do VHS |                           |                                                                         |         |  |
| N.º                    | Título                    | Compositor(es)                                                          | Duração |  |
| 1.                     | "Mexe, Remexe"            | Rick Leon / Rita Marques                                                |         |  |
| 2.                     | "Um, Dois, Três"          | Dany Oliveira / C. Teles / Umberto Tavares / Victor Junior              |         |  |
| 3.                     | "Lenha na Fogueira"       | Zé Henrique / Sérgio Knust / Marcelão / Paulo Massadas                  |         |  |
| 4.                     | "Diga Sim"                | Mike Stock / Steve Andrew Crosby / Bob Patmore / versão: Sylvia Massari |         |  |
| 5.                     | "Um Dia de Sol"           | João Andrade                                                            |         |  |
| 6.                     | "O Que Passou, Já Passou" | Karla Aponte / César Lemos                                              |         |  |
| 7.                     | "O Lobisomem"             | Michael Sullivan / Paulo Massadas                                       |         |  |
| 8.                     | "Amigo Especial"          | Zé Henrique / Sérgio Knust / Marcelão                                   |         |  |
| 9.                     | "Quando é Amor"           | Maurício Manieri                                                        |         |  |
| 10.                    | "Palavra Mágica"          | Michael Sullivan / Paulo Massadas                                       |         |  |
| 11.                    | "Meu Ursinho Blau-Blau"   | Sérgio Diamante / Paulo Massadas                                        |         |  |
| 12.                    | "Tudo Pode Mudar"         | Joe / Ronaldo Santos                                                    |         |  |
| 13.                    | "Golfinhos"               | José Roig Boada / Laura Cerdan / versão: Sylvia Massari                 |         |  |

## Certificações e vendas
| Região                                              | Certificação | Vendas  |
| --------------------------------------------------- | ------------ | ------- |
| Brasil (Pro-Música Brasil)                          | Ouro         | 50.000* |
| *números de vendas baseados somente na certificação |              |         |

## Ligações Externas
- Diga Sim no iTunes